# هيلين لوزانيتش فروثنغهام
هيلين لوزانيتش فروثنغهام (بالانجليزية: Helen Losanitch Frothingham) (الصربية السيريلية: Јелена Лозанић Фротингхам) (من مواليد 12 مارس عام 1885 - 6 فبراير عام 1972)، موظفة إغاثة إنسانية وناشطة في مجال حقوق المرأة وممرضة وكاتبة. أثناء الحرب العالمية الأولى، سافرت من صربيا إلى الولايات المتحدة لتأمين حزم الإغاثة من المانحين لمساعدة الجنود والأيتام. بعدما انتهت الحرب، أنشأت فروثنغهام دارًا للأيتام في غيثاري، فرنسا لرعاية أيتام الحرب الأهلية الإسبانية. تم تكريمها بمنحها وسام النسر الأبيض، أعلى جائزة في صربيا.

## عملها كناشطة
في عام 1910، تقلدت لوزانيتش منصب أمين العلاقات الخارجية للتحالف الوطني للمرأة الصربية. في نفس العام، حضرت مؤتمر التحالف الدولي الثاني للمرأة الاشتراكية في كوبنهاغن بصفتها مندوبة لمجلس المرأة الصربية. حضرت لوزانيتش لاحقًا المؤتمر السادس للتحالف الدولي لحقوق المرأة عام 1911 (آي دبليو إس إيه) من أجل الاقتراع في ستوكهولم وأجرت مناقشات بشأن تعليم المرأة والروابط بين قضايا المرأة والتدريس في صربيا.
بين عامي 1912 و 1913 خلال حروب البلقان، عملت لوزانيتش في دار أيتام «سانت هيلينا» وأكملت دورة التمريض للمساعدة في رعاية الجرحى في مركز النقاهة في فراتشار. في 4 فبراير عام 1913، كتبت رسالة تعتذر فيها عن عدم قدرة التحالف الوطني للمرأة الصربية على إرسال مندوبين إلى مؤتمر التحالف الدولي الذي كان من المقرر انعقاده في ذلك العام في بودابست بسبب حادث دبلوماسي بين المجريين والصرب في وقت سابق من العام. تُظهر التسمية الرئيسية اسمها باللغتين السيريلية الصربية والفرنسية، هيلين لوزانيتش، لكنها وقعت الخطاب باسم إلين.
في عام 1914، مع حملة صربيا خلال الحرب العالمية الأولى، هربت لوزانيتش مع عائلتها إلى عاصمة زمن الحرب في نيش. عملت هناك في مستشفى، ثم في نوفمبر عام 1914، عينها الصليب الأحمر الصربي كممثلة لتأمين المساعدات الإنسانية من الولايات المتحدة. سافرت في يناير عام 1915 وتجولت في جميع أنحاء الولايات المتحدة وكندا. عادت لوزانيتش إلى صربيا فقط للمشاركة مع عائلتها في التراجع الألباني عبر جبال الألب الألبانية. أنشأت لوسانيتش منظمةً تعرف باسم جمعية رعاية الطفل الصربية وقامت بثلاث رحلات إلى الأمريكيتين بين عامي 1915 و 1920 لجمع الأموال والإمدادات لمساعدة اللاجئين، إلى جانب الغذاء والملابس والإمدادات الطبية لمعالجة التيفوس والسل. عملت أيضًا مع لجنة إغاثة صربيا في كاليفورنيا وشمال فرنسا لتأمين ماشية الألبان والحبوب للمزارعين الصرب.
في وطنها في صربيا، مارست لوزانيتش نشاطًا كبيرًا حيث عملت على إنشاء المستشفيات الميدانية. عندما انتهت الحرب، تم تعيينها لرئاسة لجنة مساعدة الدولة وركزت بشكل أساسي على إنشاء دور لرعاية أيتام الحرب. عادت إلى الولايات المتحدة والتقت جون ويبل فروثنغهام، وهو عامل في الصليب الأحمر الأمريكي تم إرساله إلى صربيا بين عامي 1917 و 1919. من خلال عملهما معًا، أسس الاثنان معهد فروثنغهام للأطفال في صربيا والمعهد الصربي الأمريكي في صربيا. تكريمًا لعملها الإنساني، حصلت لوزانيتش على وسام النسر الأبيض في عام 1920، وهو أعلى وسام في صربيا.
بحلول نهاية عام 1920، عقدت لوزانيتش وفروثنغهام خطوبتهما ثم تزوجا في 3 يناير عام 1921 في حفل مزدوج أقيم في كل من كاتدرائية القديس نيكولاس الروسية الأرثوذكسية في مانهاتن وكنيسة المنقذ في بروكلين. بعد زواجهما، واصل الزوجان العمل معًا في مشاريع إنسانية، حيث أقاما في منزلهما في غرينبرغ، مقاطعة ويستشستر، نيويورك وأنجبا ابنتهما آنا في عام 1923، ثم انتقلا إلى عقار في غيثاري في إقليم الباسك الفرنسي حتى نهاية العام. خلال الحرب الأهلية الإسبانية، حوّل الزوجان منزلهما في غيثاري إلى دار للأيتام ومركز للمساعدة في لم شمل الأطفال المنفصلين عن أسرهم. توفي والد فروثنغهام وزوجها في عام 1935، وعادت هي وابنتها إلى غرينبرغ.
في عام 1941، أسست فروثنغهام لجنة أصدقاء يوغوسلافيا الأمريكيين، والتي أصبحت لاحقًا مؤسسة الإغاثة اليوغوسلافية. في أواخر الأربعينيات من القرن العشرين، نقلت منزلها إلى غرينتش، كونيتيكت واستأنفت السفر بين الولايات المتحدة وفرنسا. في عام 1970، نشرت كتابًا بعنوان مهمات صربيا: رسائل من أمريكا وكندا، وهي مجموعة من رسائلها التي تم إرسالها إلى عائلتها خلال السنوات الست التي سافرت فيها للقيام بأعمال الإغاثة خلال الحرب العالمية الأولى.